# Claude Berrou
Claude Berrou (ur. 23 września 1951) – francuski informatyk, profesor inżynierii elektrycznej w École Nationale Supérieure des Télécommunications de Bretagne, współtwórca, wraz z Alain Glavieux i Punya Thitimajshima, przełomowych schematów kodowania turbo code.
W 2003 został laureatem Medalu Hamminga.